# Salva Kiir Mayardit
Salva Kiir Mayardit (sinh ngày 13 tháng 9 năm 1951) là tổng thống của Nam Sudan.

## Cuộc đời và sự nghiệp
Kiir là một người Dinka nhưng thuộc về một thị tộc khác so với tổng thống Miền Nam Sudan tiền nhiệm là John Garang. Vào cuối những năm 1960, Kiir gia nhập lực lượng của người Anyanya trong Nội chiến Sudan lần 1. Vào năm 1972, sau khi ký kết thảo thuận Addis Ababa, ông trở thành một sĩ quan cấp thấp. Năm 1983, khi Garang tổ chức binh biến, ông đã được cử đến để dập tắt đội quân này, Kiir và các lãnh đạo Miền Nam khác sau đó đã gia nhập quân nổi dậy Phong trào Giải phóng Nhân dân Sudan (SPLM) trong cuộc Nội chiến Sudan lần 2. Garang chỉ có một đội quân nhỏ và ít kinh nghiệm và họ đã đặt tin tưởng vào những người Anyanya vốn có kinh nghiệm chiến trường, trong đó có Kiir.
Một nỗ lực nhằm loại bỏ Kiir khỏi vị trí lãnh đạo của SPLA vào năm 2004 dường như có nguyên nhân từ sự chia rẽ nội bộ. Sau khi ký kết Hiệp ước Hòa bình Toàn diện để kết thúc chiến tranh vào năm 2005, ông được bổ nhiệm làm Phó Tổng thống Miền Nam Sudan. Sau cái chết của Garangtrong một vụ rơi máy bay vào ngày 30 tháng 7 năm 2005, ông được bổ nhiệm làm Phó Tổng thống thứ Nhất Sudan và Tổng thống Miền Nam Sudan. Ông nổi tiếng vì đã dẫn dắt SPLM đến những thắng lợi trên chiến trường và nhận được sự ủng hộ của dân chúng, vốn mong muốn ly khai.
Bình luận của Kiir vào tháng 10 năm 2009 về cuộc trưng cầu dân ý sắp tới là lựa chọn giữa việc trở thành "một công dân hạng hai trên đất nước của chính các bạn" hay "một người tự do trên nhà nước độc lập của các bạn" đã tạo ra căng thẳng về chính trị. Các ghi nhận vào tháng 1 năm 2010 cho thấy Kiir sẽ không tranh cử chức Tổng thống Sudan trong cuộc bầu cử tháng 4, nhưng sẽ là tiêu điểm của cuộc tái bầu cử Tổng thống Miền Nam Sudan trong bối cảnh sắp diễn ra trưng cầu dân ý về độc lập.
Kiir đã tái cử với 93% số phiếu trong Tổng tuyển cử Sudan, 2010. Mặc dù được bầu tại cả cấp quốc gia và cấp khu tự trị đã gặp phải sự phê phán của một số nhà hoạt động dân chủ và quán sát viên quốc tến, điều đó đã không chống lại được Kiir tái cử được các phương tiện truyền thông coi là "Bước Một" trong quá trình ly khai. Sau khi ông tái cử, Omar al-Bashir đã phục chức cho Kiir là Phó Tổng thống thứ Nhất Sudan trong một hành động để phù hợp với hiến pháp lâm thời.